# Praia do Fogo (ilha de São Tomé)
- Se procura Praia do Fogo no arquipélago dos Açores: Praia do Fogo

A Praia do Fogo é uma praia do Arquipélago de São Tomé e Príncipe, localiza-se a Oeste da [ilha de São Tomé] entre a Praia da Moça e a Praia de Santa Catarina, frente à localidade de Santa Jenny e ao Rio Apaga Fogo.